# Macroeme sobrina
Macroeme sobrina là một loài bọ cánh cứng trong họ Cerambycidae.